# Rita Karin
Rita Karin (ur. 24 października 1919 w Wilnie, zm. 10 września 1993 w Nowym Jorku) – amerykańska aktorka.

## Wybrana filmografia
- Niezły pasztet (1978) – jako ciotka Sonya
- Matylda (1978) – jako widz
- Wybór Zofii (1982) – jako Yetta
- Wrogowie (1989) – jako Pani Schreier
- Jego zdaniem, jej zdaniem (1991) – jako pani Spepk
- Ogóras (1993) – jako Babcia